# Alberto Piccinini
Pour les articles homonymes, voir Piccinini.
Alberto Piccinini (né le 25 janvier 1923 à Rome et mort le 14 avril 1972 dans la même ville) était un joueur international de football italien, qui évoluait au poste de milieu de terrain.

## Palmarès
Juventus
- Championnat d'Italie (2) :
  - Champion : 1949-50 et 1951-52.
  - Vice-champion : 1952-53.